# Nustrup
Nustrup er en by i Sønderjylland med 523 indbyggere  (2024), beliggende 9 km øst for Gram, 15 km sydøst for Rødding, 12 km nordvest for Vojens og 24 km vest for Haderslev. Byen hører til Haderslev Kommune og ligger i Region Syddanmark. I 1970-2006 hørte Nustrup til Vojens Kommune.
Nustrup hører til Nustrup Sogn. Nustrup Kirke ligger i byens nordvestlige bydel Lille Nustrup, som først voksede sammen med Store Nustrup (eller bare Nustrup) midt i 1900-tallet.

## Faciliteter
- Fællesskolen Nustrup Sommersted har tilsammen 200 elever, fordelt på 0.-6. klasse, og 43 ansatte. Nustrup afdeling har 77 elever i ét spor. Begge afdelinger har SFO.[2]
- Kridthuset er en selvejende børnehave med plads til 48 børn.[3]
- Nustrup Ungdomsforening tilbyder badminton, fodbold, gymnastik, håndbold, svømning, tennis, løb og cykling. Foreningen benytter Nustrup Hallen og dens omgivelser – svømning foregår dog i Rødding Centret.
- Nustrup Rideklub har ridehal med indendørs ridebane og bokse samt udendørs sandbane på 20x60 meter og græsfolde i flere størrelser.[4]

## Historie

### Haderslev Amtsbaner
Både Store og Lille Nustrup havde trinbræt med sidespor (tysk:Haltestelle) på Haderslev Amts Jernbaners strækning Vojens-Gram (1899-1938). Begge standsningssteder er på det danske målebordsblad betegnet som station (St). Stationsbygningen i Lille Nustrup er bevaret på Blomtoften 12. Stationsbygningen i Store Nustrup er bevaret på Gartnervej 3. Kortet viser desuden at der var kommet mejeri i Store Nustrup samt kro og bageri i Lille Nustrup.

### Genforeningssten
På Skolevej 1 står en sten, der blev rejst i 1935 til minde om Genforeningen i 1920.

### Købmandsforretningen
Nustrups købmandsforretning kom i farezonen, da den tidligere købmand gik på pension ultimo 2015. Men borgerne tegnede anparter for næsten 300.000 kroner, så den nye købmand ikke behøvede at købe bygningen, men kunne leje sig ind de første 5 år og kun skulle købe varelager og inventar. Men den nye købmand lukkede butikken ultimo 2018, fordi der var for lidt handel.